# گاردمان وانک
گاردمان وانک (ارمنی: Գարդման վանք؛Փառիսոսի վանք ) یک صومعه متعلق به کلیسای حواری ارمنی واقع در شهر گاردمان، شهرستان داش‌کسن جمهوری آذربایجان می‌باشد. ساخت و ساز این ساختمان در سده‌های ۴-۶ام میلادی؛ به پایان رسید. این بنا به سبک معماری ارمنی طراحی شده است.